# Lolium temulentum

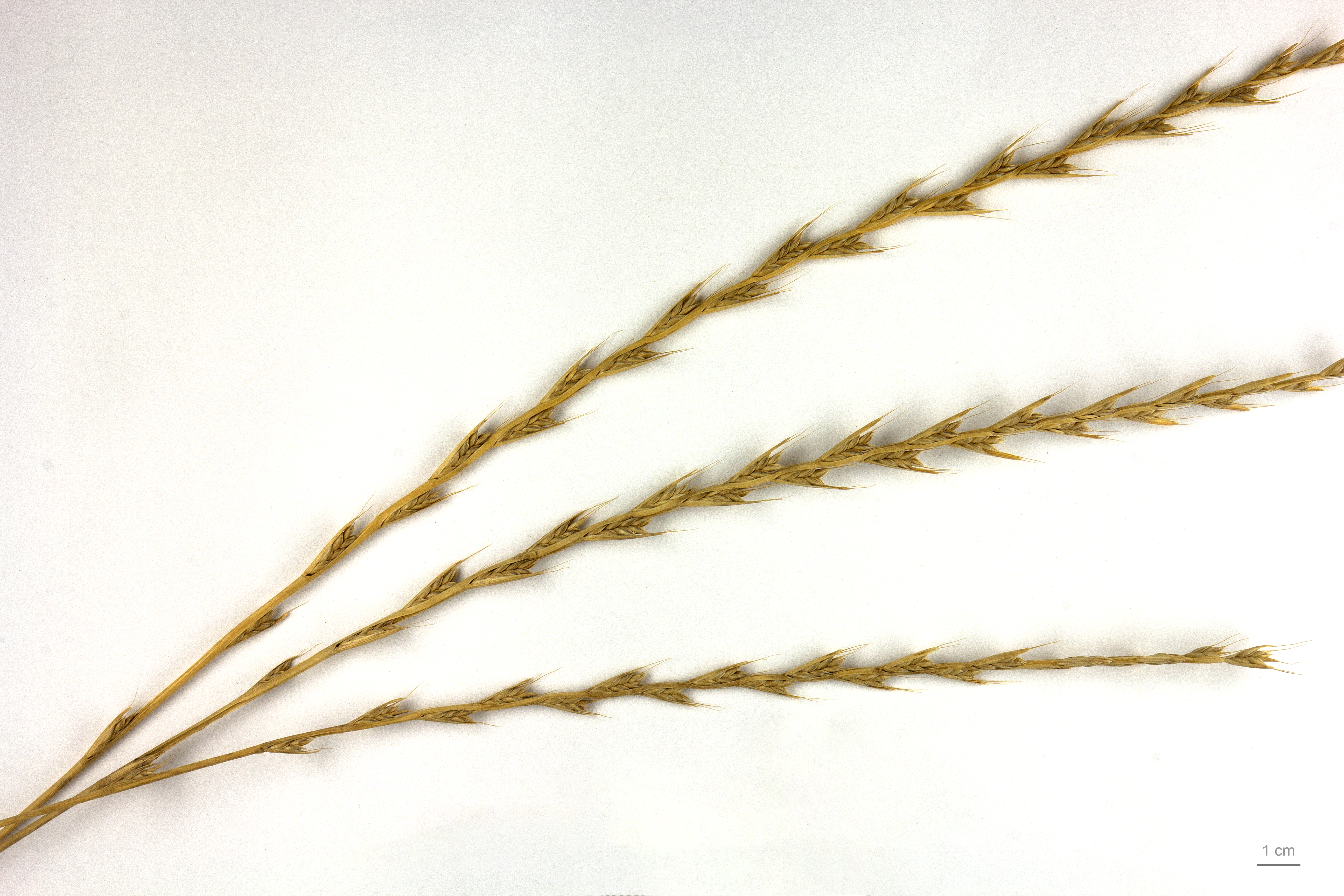
Lolium temulentum (MHNT)

Lolium temulentum é uma espécie de planta com flor pertencente à família Poaceae. 
A autoridade científica da espécie é L., tendo sido publicada em Species Plantarum 1: 83. 1753.

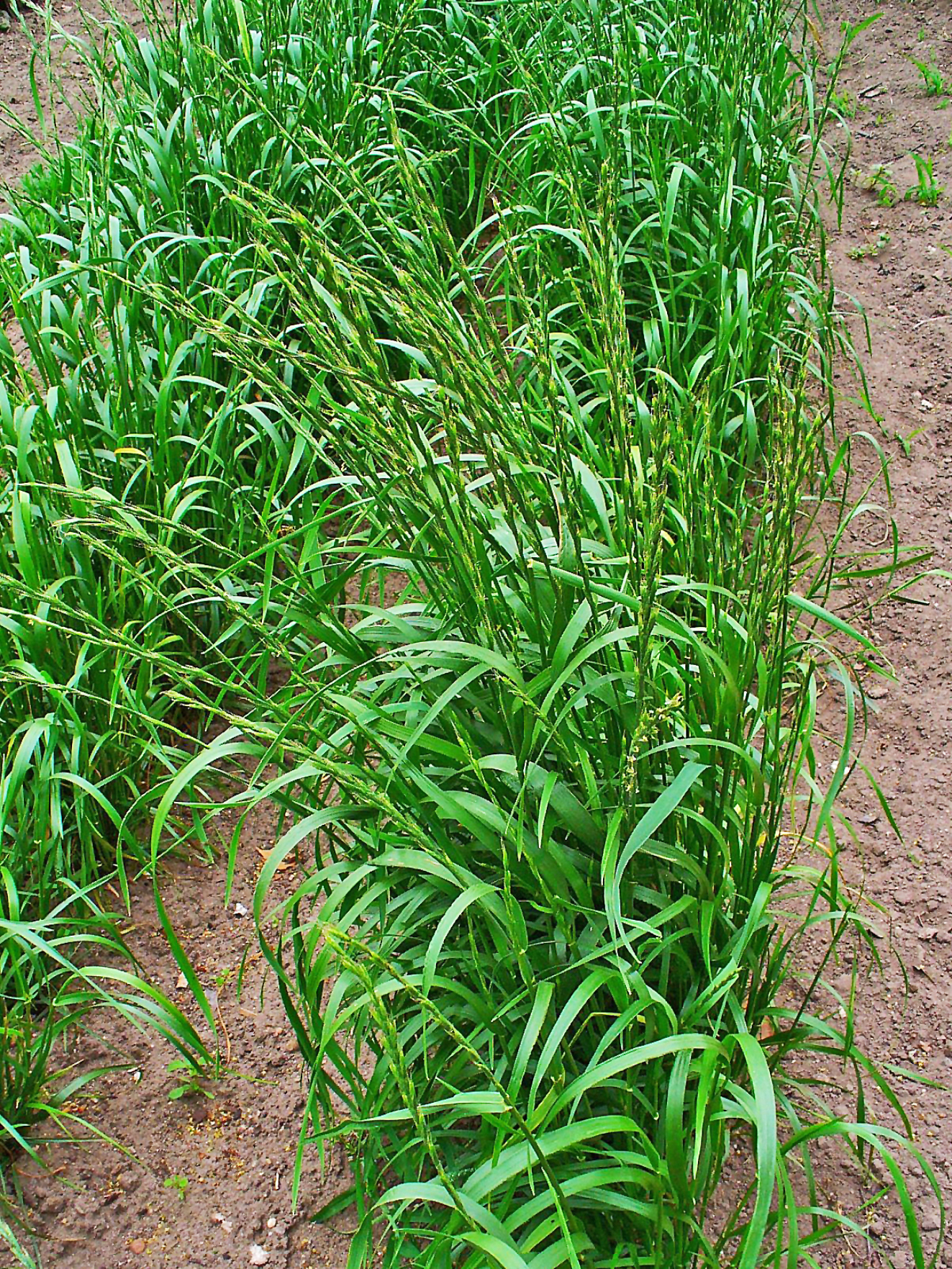
Hábito da espécie antes da floração.

Conhecida pelos nomes comuns de joio ou cizânia, que como a maioria das espécies do género Lolium é uma planta anual, de talo rígido, que cresce até 1 metro de altura, com inflorescências em espiga e grão de cor violácea. Morfologicamente muito parecida com o trigo e crescendo nas zonas cerealíferas, é considerada uma erva daninha desse cultivo. A semelhança entre essas duas plantas é tão grande que em algumas regiões costuma-se denominar o joio como "falso trigo". A espécie tem distribuição cosmopolita estando presente em todas as regiões temperadas e subtropicais. Contudo após maduro o joio é fácil identificar e arrancar, diferenciando assim o trigo do joio.

## Descrição
L. temulentum é uma herbácea anual, com caules erectos com até 1 m de altura e folhas estreitas e alongadas com bainha bem desenvolvida. A inflorescência é uma espiga alongada, aspecto que diferencia a planta do trigo. A semente é um grão de coloração violácea.
Como o joio cresce nas mesmas regiões em que é cultivado o trigo, a sua semelhança morfológica com aquela planta torna difícil a sua erradicação das searas, conferindo assim à espécie uma importante vantagem competitiva. A semelhança é tão grande que apenas pode ser distinguido com facilidade após a formação da espiga, o que leva a que seja por vezes referido como "falso-trigo". A semelhança contudo desfaz-se com a formação da espiga, já que as espiguetas de L. temulentum são mais delgadas do que as de trigo e inseridas mais obliquamente em relação à ráquis. Para além disso, as espiguetas do joio têm apenas uma única gluma, enquanto as de trigo são orientadas com o lado plano para a ráquis e têm duas glumas. As espigas do trigo são castanhas quando maduras, enquanto que do joio são pretas.
O joio é frequentemente infectado por um fungo endófito do género Neotyphodium, produtor de toxinas, e o alcaloide lolina, um insecticida de origem endofítica, foi pela primeira vez isolado nesta planta.
Por ser uma erva daninha comum entre o trigo susceptível a infecção fúngica, incluindo por fungos produtores de toxinas com efeitos graves sobre os humanos, em diversas línguas europeias a planta tem nomes que rementem para a embriaguez, como é o caso da língua francesa na qual o joio é designado por ivraie (do latim ebriacus, ébrio). Alude-se à mesma característica no epíteto específico temulentus, latim para "bêbado".

## Etnobotânica
A frequente presença de toxinas de origem fúngica pode tornar as sementes de joio venenosas, pelo que uma pequena quantidade de joio colhida e processada junto ao trigo pode comprometer a qualidade do produto obtido. Vem daí a famosa expressão "é preciso separar o joio do trigo", um ditado popular. Sua origem, religiosa, encontra-se na citação nominal do joio pela Bíblia, que estabelece uma analogia entre joio e o trigo e as pessoas más e boas e de como isso se evidencia com o tempo.
William Shakespeare menciona o joio como uma infestante na sua obra Rei Lear (King Lear) e em Mitrídates (Mithradate) como um dos ingredientes que Mitrídates VI do Ponto usaria na poção que ingeria todos os dias para o tornar imune ao envenenamento.

## Portugal
Trata-se de uma espécie presente no território português, nomeadamente em Portugal continental, no arquipélago dos Açores e no  da Madeira.
Em termos de naturalidade é nativa de Portugal continental, introduzida nos arquipélagos dos Açores e da Madeira.

## Protecção
Não é protegida por legislação portuguesa ou da Comunidade Europeia.